# 稲垣きくの
稲垣 きくの（いながき きくの、1906年7月26日 - 1987年10月30日）は、日本の俳人、茶道教授であり、元女優である。女優時代の芸名は若葉 信子（わかば のぶこ）、旧芸名露原 桔梗（つゆはら ききょう）、出生名は野口 キクノ（のぐち きくの）、俳優の宮島啓夫との婚姻時には、本名を宮島 公子（みやじま きみこ）とした。

## 人物・来歴

### 新劇から映画女優へ
1906年（明治39年）7月26日、神奈川県愛甲郡厚木町（現在の同県厚木市）に生まれる。生年月日および生地については、『現代俳句大系 第12巻 昭和34年-昭和43年』（角川書店）、『日本人名大辞典』（講談社）、『CD - 人物レファレンス事典 日本編』（日外アソシエーツ）等、俳人「稲垣きくの」を紹介する記事においては上記あるいはそれに準じた記述があるが、女優「若葉信子」を紹介する『日本映画俳優全集・女優編』（キネマ旬報社）、『芸能人物事典 明治大正昭和』（日外アソシエーツ）では、「1908年（明治41年）7月23日」に「福井県福井市」で生まれたとする記述がある。父・野口佐市、母・九魔の次女で、のちに俳号の姓とした「稲垣」は、神奈川県高座郡座間村（現在の同県座間市）から野口家に婿養子に来た父の実家の姓である。
大正初年に同県横浜市西戸部町（現在の同県同市西区戸部町）に転居、その後、旧制・横浜女子商業補習学校（のちの横浜女子商業学校、現在の中央大学附属横浜高等学校）に進学する。同校在学中の1923年（大正14年）9月1日、関東大震災に罹災し、座間の稲垣家に疎開する。同校卒業後、東京市神田区の旧制・正則英語学校（現在の正則学園高等学校）タイプ科に進学、同学在学中の1924年（大正13年）、岡田嘉子、山田隆弥らによる新劇の劇団「同志座」に参加、同年初舞台を踏む。翌1925年（大正14年）、「同志座」が提携した、兵庫県西宮市甲陽園の東亜キネマ甲陽撮影所に入社、同年に公開された桜庭青蘭監督によるサイレント映画『運命の小鳥』に出演、映画界にデビューした。当時の芸名は「露原 桔梗」であった。同年秋、プロレタリア作家・宮島資夫の弟で、同志座の先輩、8歳上の宮島啓夫と結婚する。1926年（大正15年）12月に同社を退社、夫の宮島とともに東京に移り、松竹蒲田撮影所に移籍した。
当時の松竹蒲田は時代劇を製作しており、翌1927年（昭和2年）2月5日に公開された中川紫郎監督の『鼠小僧』、同年4月8日に公開された同監督の『血風』等に「若葉 信子」の名で出演、市川松之助の相手役を連続的に務めた。同年11月に同撮影所が時代劇の製作を停止、現代劇に切り替わり、多くのサイレント映画に脇役として出演した。1928年（昭和3年）ころ、宮島と離婚している。この時期、神田のYWCAの古典文学の講座に3年間通っていたという。やがてトーキーの時代が到来し、1936年（昭和11年）1月15日、同撮影所の機能が、神奈川県鎌倉郡大船町（現在の同県鎌倉市大船）に新設された松竹大船撮影所に移転したのを機に、同社を退社した。『芸能人物事典 明治大正昭和』（日外アソシエーツ）には、退社の理由を「結婚」としているが、この時期に結婚の事実はない。

### 俳人として
退社の後、俳句をたしなみ始め、1937年（昭和12年）、東京日日新聞（現在の毎日新聞）に初めて投稿したところ、長谷川かな女の選により「天賞」を受賞した。大場白水郎が主宰する『春蘭』の同人となり、岡田八千代や、同い年の鈴木真砂女と交流した。
第二次世界大戦終結後は、神奈川県藤沢市鵠沼海岸に拠点を置き、茶道教授をして生計を立てた。1946年（昭和21年）、久保田万太郎が『春燈』を創刊、これを知って、久保田に師事する。1963年（昭和38年）には、第1句集『榧の実』を上梓する。同年5月6日、久保田が死去し、真砂女とともに、その後継者。安住敦に師事した。1966年（昭和41年）、第2句集『冬濤』を上梓、同作で第六回俳人協会賞を受賞した。1970年（昭和45年）には第3句集『冬濤以降』を上梓している。
1987年（昭和62年）10月30日、東京都渋谷区千駄ヶ谷の姪のマンションの一室で死去した。満81歳没。

## フィルモグラフィ

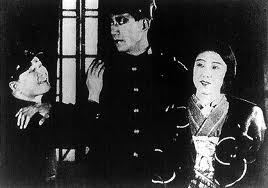
『若人の夢』（1928年）のスチル写真、満21歳。左から吉谷久雄、斎藤達雄、若葉信子（稲垣きくの）。

すべてクレジットは「出演」である。公開日の右側には役名、および東京国立近代美術館フィルムセンター（NFC）、マツダ映画社所蔵等の上映用プリントの現存状況についても記す。同センター等に所蔵されていないものは、とくに1940年代以前の作品についてはほぼ現存しないフィルムである。

### 東亜キネマ甲陽撮影所
特筆以外すべて製作は「東亜キネマ甲陽撮影所」、すべて配給は「東亜キネマ」、すべてサイレント映画、すべて「露原桔梗」名義である。
- 『運命の小鳥』 : 監督桜庭青蘭、1925年製作・公開 - 映画デビュー作[6]
- 『運命の十字路』 : 監督阪田重則、1925年10月6日公開
- 『六号室』 : 監督桜庭青蘭、1926年2月1日公開
- 『都会の呪咀』 : 監督井出錦之助、1926年7月1日公開
- 『快走恋を賭して 前後篇』 : 監督桜庭青蘭、1926年7月23日公開
- 『踏切番の女』 : 監督西本竹二、1926年8月26日公開
- 『勝利か敗北か』 : 監督細山喜代松、1926年9月9日公開
- 『赤熱の力』 : 監督細山喜代松、1926年10月21日公開
- 『美はしの君よ』 : 監督竹内俊一、製作東亜キネマ等持院撮影所、1926年12月10日公開
- 『或日の冒険』 : 監督井出錦之助、1926年製作・公開

### 松竹蒲田撮影所
特筆以外すべて製作は「松竹蒲田撮影所」、すべて配給は「松竹キネマ」、特筆以外すべてサイレント映画、すべて「若葉信子」名義である。
- 『鼠小僧』 : 監督中川紫郎、1927年2月5日公開 - 主演
- 『血風』 : 監督中川紫郎、1927年4月8日公開 - 主演
- 『殺陣時代』 : 監督斎藤寅次郎、1927年7月22日公開 - 主演
- 『恋慕夜叉』 : 監督清水宏、1927年7月29日公開 - お駒
- 『御守殿金次』 : 監督丘虹二、1927年8月5日公開 - 主演
- 『仇討違ひ』[8]（『仇討違い』[7]） : 監督斎藤寅次郎、1927年8月19日公開 - 主演
- 『義劔狂刃』[8]（『義剣侠刃』[7]） : 監督吉野二郎、1927年10月7日公開
- 『盲刃』 : 監督丘虹二、1927年10月28日公開
- 『濡衣』 : 監督蔦見丈夫、1927年11月11日公開
- 『辻斬左門』 : 監督丘虹二、1927年11月11日公開
- 『死の凱旋』（『死の凱歌』[8]） : 監督丘虹二、1927年製作・公開 - 主演
- 『呑気者』 : 監督佐々木恒次郎、1928年1月29日公開
- 『弱き人々』 : 監督島津保次郎、1928年2月10日公開
- 『裏からおいで』 : 監督島津保次郎、1928年4月22日公開 - 主演
- 『若人の夢』 : 監督小津安二郎、1928年4月29日公開 - その恋人美代子
- 『マルセーユ出帆』 : 監督島津保次郎、1928年6月15日公開
- 『拾った花嫁』 : 監督清水宏、1928年9月14日公開 - 安木節座長
- 『狂ったローマンス』 : 監督蔦見丈夫、1928年9月21日公開 - 許婚恵美子
- 『さらば故郷よ』 : 監督重宗務、1928年12月11日公開
- 『佐渡情話』 : 監督蔦見丈夫、1929年1月22日公開
- 『春容恋達引』 : 監督重宗務、1929年2月15日公開 - 姫勇
- 『浮世小路』 : 監督池田義信、1929年5月3日公開
- 『彩られる唇』 : 監督豊田四郎、1929年5月10日公開 - 主演
- 『和製喧嘩友達』 : 監督小津安二郎、1929年7月5日公開 - 芸者君松、14分尺で現存（NFC所蔵[9]）
- 『今年竹』 : 監督重宗務、1929年9月26日公開
- 『チャンバラ夫婦』 : 監督成瀬巳喜男、1930年1月21日公開 - 女給・栄子
- 『女心を乱すまじ』 : 監督池田忠雄、1930年10月17日公開 - その妻春江
- 『若者よなぜ泣くか』 : 監督牛原虚彦、1930年11月15日公開 - 淑女、193分尺で現存（NFC所蔵[9]）
- 『色気だんご騒動記』 : 監督斎藤寅次郎、1930年11月28日公開
- 『二階の悲鳴』 : 監督成瀬巳喜男、1931年5月29日公開 - 細君
- 『愛の闘ひ』 : 監督島津保次郎、1931年6月6日公開
- 『俺も男だ』 : 監督佐々木康、1931年11月7日公開
- 『限りなき舗道』 : 監督成瀬巳喜男、1934年4月26日公開 - 姉・高子、87分尺で現存（NFC所蔵[9]）
- 『春琴抄 お琴と佐助』 : 監督島津保次郎、トーキー、1935年6月15日公開 - 芸者C、100分尺で現存（NFC所蔵[9]）
- 『家族会議』 : 監督島津保次郎、製作松竹大船撮影所、トーキー、1936年4月3日公開 - 女客、71分尺で現存（NFC所蔵[9]）

## ビブリオグラフィ
国立国会図書館蔵書を中心とした著作の一覧である。
- 『ソロモンの百合』、『机』第6巻第2号所収、紀伊国屋書店、1955年2月
- 『古日傘』、新樹社、1959年
- 『間』、『郵政』第11巻第11号通巻124号所収、郵政大臣官房人事部、1959年11月
- 『榧の実』、1963年 - 第1句集[3]
  - 『現代俳句大系 第12巻』所収、角川書店、1973年
  - 『増補 現代俳句大系 第12巻』所収、角川書店、1982年2月
- 『冬濤』、牧羊社、1966年 - 第2句集[3]
- 『春浅き』、『郵政』第19巻第3号通巻212号所収、郵政省人事局、1967年3月
- 『冬濤以降』、牧羊社、1970年5月 - 第3句集[3]
- 『吟行地さまざま - わたしの奨める吟行地』、『俳句研究』第37巻第11号所収、俳句研究社、1970年11月
- 『自縛への抵抗』、『俳句研究』第38巻第2号所収、俳句研究社、1971年2月
- 『「榧の実」の周辺』、『俳句』第22巻第3号所収、角川書店、1973年3月
- 『あの頃』、『俳句研究』第40巻第9号所収、俳句研究社、1973年9月
- 『花山椒』、『月刊自由民主』第6号通巻233号所収、自由民主党、1975年5月
- 『木の芽和』、『月刊自由民主』第7号通巻258号所収、自由民主党、1977年6月
- 『久保田万太郎』、『俳句研究』第46巻第7号所収、俳句研究新社、1979年7月
- 『久保田万太郎』、『俳句研究』第47巻第7号所収、俳句研究新社、1980年7月
- 『稲垣きくの集』、『現代女流俳句全集 第4巻』所収、講談社、1981年2月
- 『作句および人生の指南車としての芭蕉のことば』、『俳句』第30巻第11号所収、角川書店、1981年11月
- 『花野』、編西嶋あさ子、白凰社、2005年7月 ISBN 4826260237

## 代表作
- 冬濤に捨つべき命かもしれず （『冬濤』）[4][12]
- 観潮船揺れてよろけて気はたしか [13]
- 目刺し焼く恋のねた刃を胸に研ぎ [14]